# Mercury Park Lane
Der Mercury Park Lane war ein Modell full size-Klasse (obere Mittelklasse) des amerikanischen Automobilherstellers Mercury, der zum Ford-Konzern gehört. Er wurde zwischen 1957 und 1960 sowie von 1963 bis 1968 gebaut.

## Modellgeschichte
In den Modelljahren 1958 bis 1960 stellte der Park Lane das über Monterey und Montclair rangierende Mercury-Spitzenmodell dar. Es gab ihn als Hardtop-Limousine und -Coupé sowie als Cabriolet zu kaufen. Als Antrieb diente ein Siebenliter-V8-Motor. 
Im Zuge der Neuordnung des Modellprogramms 1961 entfiel die Bezeichnung Park Lane, wurde aber 1964 wieder eingeführt. Bis 1967 war die Serie erneut das Spitzenmodell der Marke, ehe darüber der Mercury Brougham (nur 1967) und der Marquis positioniert wurden. Die Baureihe umfasste erneut Coupés, Limousinen und Cabriolets. Eine Besonderheit war der Park Lane Breezeway-Viertürer mit geänderter C-Säule und elektrisch versenkbarer Heckscheibe, der von 1965 bis 1967 angeboten wurde. Motorenseitig kamen ausschließlich V8-Maschinen mit 6,4 bis 7,0 Litern Hubraum zum Einsatz (253-431 SAE-PS/186-317 kW).
1967 führte Mercury den Marquis ein, eine besonders hochwertig ausgestattete Version des Park Lane. Der anfänglich nur als zweitüriges Coupé erhältliche Marquis war seitdem das Spitzenmodell der Marke. Mit der Einführung der zweiten Auflage des Marquis 1969 stellte Mercury die Park-Lane-Reihe ein.

## Quelle
Gunnell, John (Herausgeber): Standard Catalog of American Cars 1946–1975, Krause Publication, Iola 2002, ISBN 0-87349-461-X, S. 512–545.